# Птах
Птах-је египатски бог области Мемфис, главно земаљско божанство, његова жена је Секмет која се приказује као лавица, а син Нефертем који се приказује као лотос.

Птах је бог занатства.,
Приказује се антропоморфно и мумифорно. На глави има приљубљену капу. Брада му је кратка и равна, а око врата је огрлица са противтегом, у рукама држи жезло.
Џед стуб је од Старог царства везан за Птаха који се назива и племенити џед. Асимилацијом и синкретизмом Птах је временом изједначаван са боговима доњег света: Сокаром и Озирисом, од Новог царства, џед стуб је симбол бога Озириса.
Птах је главни бог Мемфиса, који је постојао пре бога сунца. Помоћу срца и језика је створио Атума. Овакво стварање је промишљено, стварање ни из чега, помоћу мисли и речи.
Птах је сматран за бога помоћу кога су уједињени мушки и женски елементи.